# Špičky
Špičky (deutsch Speitsch) ist eine Gemeinde in Tschechien. Sie liegt vier Kilometer östlich von Hranice und gehört zum Okres Přerov.

## Geographie
Špičky befindet sich rechtsseitig über dem Tal der Bečva auf der südlichen Kuppe des Vysoká Stráž (372 m). Im Westen erhebt sich der Hügel Hůrka (337 m). Nordwestlich liegt die Hauptwasserscheide der Mährischen Pforte. Südlich verläuft im Bečvatal die Staatsstraße 35 / E 442 von Hranice nach Valašské Meziříčí sowie die Bahnstrecke Hranice na Moravě–Vsetín, an der in Kačena die Bahnstation Špičky liegt.
Nachbarorte sind Kunčice im Norden, Polom und Heřmanice im Nordosten, Hranické Loučky im Osten, Milotice nad Bečvou im Südosten, Kačena und Kamenec im Süden, Černotín und Hluzov im Südwesten sowie Hranice im Westen.

## Geschichte
Der Ort an der wichtigen europäischen Handelsverbindung der Bernsteinstraße gehört zu den ältesten Mährens. Überlieferungen zufolge weihten hier die Apostel Kyrill und Method bei der Christianisierung Großmährens im 9. Jahrhundert an der Stelle des heidnischen Tempels ein christliches Kirchlein, das nach dem bei Modrá das zweitälteste in Mähren sein soll.
In einer aus dem Jahre 1132 stammenden Besitzurkunde des Bistums Olmütz findet sich eine nicht namentlich genannte Ansiedlung nördlich von Kelč, von der angenommen wird, dass es sich um Špičky handelt. Die Schenkungsurkunde Herzog Friedrichs von Olmütz über die Herrschaft Hranice an das Benediktinerkloster Raigern aus dem Jahre 1169, in der Stpicki erstmals eindeutig belegt ist, hat sich als eine spätere Fälschung zur Untermauerung der Ansprüche der Benediktiner im Zuge der Besitzstreitigkeiten mit dem Prämonstratenserkloster Hradisko erwiesen. 1201 teilte Ottokar I. Přemysl das Gebiet dem Kloster Hradisko zu, und mit dem Verzicht des Raigerner Abtes Dluhomil auf die Zahlungsforderungen an die Prämonstratenser wurde der Streit zwischen beiden Orden 1222 beigelegt. 1270 überließ Bischof Bruno von Schauenburg die Feste (munitium) Sahov dem Vladiken Eberhard. Die hölzerne Feste, die sie auf dem Platz Dvořisko befand, bildete mit der um 1270 durch Bischof Bruno geweihten Pfarrkirche der Jungfrau Maria das Zentrum der Ansiedlung Spiczk.
Im 16. Jahrhundert wurden die Herren von Žerotín Besitzer von Špičky. Nach dem Tode Bernhards des Älteren im Jahre 1531 folgten Bernhard der Jüngere von Žerotín, 1539 Wilhelm und Přemek von Žerotín und zwei Jahre später Karl von Žerotín auf Hustopeče. Während dieser Zeit setzte die Reformation ein und die Kirche erhielt einen evangelischen Pfarrer. Zu Beginn des Dreißigjährigen Krieges predigte Johann Amos Comenius auf seiner Reise nach Fulnek in Špičky. Nach der Schlacht am Weißen Berg verlor das Geschlecht Žerotín die Lehnsrechte. Ab 1627 setzte die Rekatholisierung ein. 1642 verwüsteten kaiserliche Truppen auf dem Rückzug von den Schweden das Dorf; dabei zerstörten sie die Feste Sáhov.
Im Jahre 1771 wurde die katholische Pfarre Špičky erneuert. 1798 erfolgte der Anbau eines hölzernen Glockenturmes an die Pfarrkirche Simon und Judas. Dieser wurde 1832 durch den Weißen Turm ersetzt.
Nach der Aufhebung der Patrimonialherrschaften wurde Špičky / Speitsch 1850 zu einer selbstständigen Gemeinde in der Bezirkshauptmannschaft Mährisch Weißkirchen. Ab 1881 trug die Gemeinden den Namen Štipky.
Im Jahre 1900 hatte Štipky 379 Einwohner und bestand aus 79 Häusern. Seit 1924 lautet der Gemeindename Špičky. In den 1950er Jahren wurde die alte Speitscher Mühle in Kačena, eine historische Wassermühle an der Bečva, abgerissen. Im Zuge der Gebietsreform von 1960 und der Auflösung des Okres Hranice wurde die Gemeinde zum 1. Januar 1961 dem Okres Přerov zugeordnet. Hranické Loučky wurde 1964 eingemeindet. 1976 erfolgte die Eingemeindung nach Hustopeče nad Bečvou. Zum 1. Januar 1992 entstand die Gemeinde Špičky wieder.

## Gemeindegliederung
Für die Gemeinde Špičky sind keine Ortsteile ausgewiesen. Zu Špičky gehört die Ansiedlung Kačena.

## Sehenswürdigkeiten
- Pfarrkirche St. Simon und Juda, das von einer alten bruchsteinernen Kirchhofsmauer mit einem aus der Zeit um 1600 stammenden sandsteinernen Sühnekreuz umgebene Bauwerk entstand an Stelle einer hölzernen Kapelle um 1270 als Pfarrkirche der Jungfrau Maria. 1577 erfolgte ein Umbau im Renaissancestil. 1771 wurde die katholische Pfarre wieder errichtet und die Kirche den Aposteln Simon und Judas geweiht. Zwischen 1831 und 1832 wurde der Weiße Kirchturm angebaut. Die Kirche erhielt ihre heutige neogotische Gestalt beim Umbau in den Jahren 1899 bis 1901. Sie wurde zum Kulturdenkmal erklärt. Im Innern der Kirche befindet sich die im Renaissancestil gestaltete Grablege der Katharina Potstatzky von Prusinowitz aus dem Jahre 1577.
- Christuskreuz